# 卡斯特利德穆尔
卡斯特利德穆尔，是西班牙加泰罗尼亚莱里达省的一个市镇。 总面积63平方公里，总人口149人（2001年），人口密度2人/平方公里。